# فريد طليع
فريد محمد طليع (25 ديسمبر 1895 - 26 مارس 1965) طبيب لبناني. ولد في جديدة الشوف ودرس بها وفي بيروت تخرج طبيباً سنة 1919. كان يعنى بالقضايا الأدبية والاجتماعية والوطنية، فأسس مع رفقاء له جمعية العروة الوثقى وكان أول رئيس لها. ثم التحق بالجيش المصري أيام الحرب العالمية الأولى ثم جيش الأردني في الحرب العالمية الثانية وعمل طبيباً عسكرياً. نال عديداً من الأوسمة الأردنية ولبنانية وكان عضواً في أول مجلس مذهبي للطائفة الدرزية من الأطباء. 

## سيرته
ولد فريد بن محمد بن علي بن نجم طليع في جديدة الشوف في 28 كانون الأول 1895 وتلقى علومه الأولى في مدرسة المختارة، ثم في مدرسة علي بك آل ناصر الدين حيث أتقن العلوم العربية، ثم في مدرسة سوق الغرب، في الجامعة الأميركية في بيروت نحو سنة 1912 فحصل على بكالوريوس علوم سنة 1915 ثم انتسب إلى كلية الطب في عهد الدكاترة بلس وفانديك ووبستر، وتخرج فيها سنة 1919 طبيباً تميز بمهارته، وبذل المساعدات الطبية المجانية في أيام الحرب الأولى.

وإلى جانب ذلك كان يعنى بالقضايا الأدبية والاجتماعية والوطنية، فأسس مع رفقاء له جمعية العروة الوثقى وكان أول رئيس لها، وكان أمير السرّ محيي الدين النصولي. وهذا التحرك الوطني أثار نقمة السلطات العثمانية عليه، فذهب إلى دمشق حيث التقي رشيد بك طليع والدكتور سعيد طليع وكان هناك أيضاً عمه وهبه طليع في معتمدية جبل الدروز إلى جانب نسيب بك الأطرش، فعين رئيساً لقسم الفسيولوجيا في المدرسة السلطانية‌ في دمشق ولم ينخل عن نشاطه السياسي في الحقل الوطني.

وعندما دخل الجنرال إدموند ألنبي دمشق كان فريد من المتكلمين للترحيب به في حفلة تكريمية أقيمت له، فاسترعى نظر الجنرال واستدعاه لمقابلته، وأفهمه في‌ أثناء الحديث ألّا مستقبل له في سوريا التي ستدخل ضمن النفوذ الفرنسي ونصحه بالذهاب إلى السودان حيث يؤمن له مركزاً طبياً رفيعاً، وبالفعل فإن الدكتور غادر سوريا فور دخول الفرنسيين وذهب إلى الخرطوم حيث عُيّن طبيباً في المستشفى الحكومي الذي أصبح بعد مدة وجيزة رئيساً له، فمكث في السودان قرابة خمس عشرة سنة وعاد إلى لبنان سنة 1935، وكان في خلال هذه المدة قد سافر عدة مرات إلى فرنسا وتخصص في جراحة‌ العين.

وفي سنة 1939 وقعت الحرب العالمية الثانية، وأنشئت في فلسطين كتيبة عربية بقيادة غلوب باشا، وكان مركزها في العفّولة، فاستدعی الدكتور فريد ليكون طبيبها،‌ وأصبح بعدئذ مديراً للخدمات الطبية في هذه الكتبة التي كانت نواة للجيش الأردني، ورقي إلى رتبة عميد في الجيش. 

و في أثناء وجوده في عمان ترامی للزعيم كمال جنبلاط أن أديب الشيشكلي يهيء في سوريا مكيدة للقبض على سلطان باشا الأطرش والنيل منه، فأرسل كمال بك كتاباً إلى الدكتور فريد مع رسول خاص هو أبو محمد سلمان شميط وكلفه العمل على إنذار سلطان باشا، فبادر الدكتور فريد إلى الاتصال بغلوب باشا، وبالبلاط الملكي وأرسل إلى سلطان باشا رسولاً هو بركات الحسنية يستقدمه سراً إلى عمان حيث قوبل بالحفاوة والإكرام ونجا من مكيدة الشيشكلي. 

ترك الدكتور فريد الأردن سنة 1957 وعاد إلى بيروت حيث انتخب عن الأطباء عضواً في أول مجلس مذهبي للطائفة الدرزية وبقي حاملاً أعباء هذه المهمة إلى أن توفي في 26 آذار 1965.

## الأوسمة
فأحرز في الأردن أربعة أوسمة ووسام الأرز اللبناني من رتبة ضابط بناء على طلب السفارة اللبنانية في عمان تقديراً منها للخدمات الجليلة التي كان يقدمها للبنانيين في الأردن وأحرز في الأردن أيضاً وسامين في فلسطين ووسام الحرب العالمية الثانية ووسام ذكری الحرب العالمية الثانية ووسامين بريطانيين.